# 厚木淳
厚木 淳（あつき じゅん、1930年3月9日 - 2003年5月19日）は、日本の翻訳家、編集者。厚木氏の末裔。

## 人物・来歴
東京市日本橋生まれ。成城高等学校 (旧制)を経て、1952年、旧制京都大学経済学部2年在学中に創元社入社。1953年に同大学を卒業。東京創元社で編集者として『世界推理小説全集』などを担当。1959年、創元推理文庫を創刊。1963年、創元推理文庫にSF部門を設ける。編集者として働く傍ら、100冊近い翻訳も手がけた。
宮田昇は著書で「長身白皙の容姿に加えて、老人キラーといわれてもよい、育ちのよさから来る礼儀ただしさ、しかも裏表のないまっすぐな生一本さがあった」と回想している。
1967年取締役編集部長、編集顧問を経て、1981年に東京創元社を退職。1982年に監査役。以後は翻訳に専念した。
主な訳書に、『火星シリーズ』をはじめとするエドガー・ライス・バローズの多くの作品、およびアガサ・クリスティなど。『火星のプリンセス』は初めは小西宏が訳したが、のち厚木が新訳を刊行した。バローズ作品には「訳者あとがき」を記すことが多く、作品や作者、あるいはその背景について日本の読者へ解説を行っている。
編集者としては英語とフランス語の本がともに読める編集者であった。
2003年5月19日、胆管癌のため73歳で死去した。

## 翻訳
- 『銀河帝国の興亡』 全3巻（アイザック・アシモフ、創元推理文庫） 1968年 - 1970年
- 『魔法の世界エストカープ』（アンドレ・ノートン、創元推理文庫） 1974年
- 『魔法の世界の凱歌』（アンドレ・ノートン、創元推理文庫） 1974年
- 『神の剣 悪魔の剣 ファンタジー日本神話』（リチャード・A・ルポフ、創元推理文庫） 1979年10月
- 『完全犯罪大百科 悪党見本市』上下（エラリー・クイーン編、創元推理文庫） 1979年 - 1980年
- 『犯罪の中のレディたち 女性の名探偵と大犯罪者』（エラリー・クイーン編、創元推理文庫） 1979年
- 『バルスーム バローズの火星幻想』（リチャード・A・ルポフ、創元推理文庫） 1982年5月。バローズの解説本、訳者あとがき有
- 『ジューマの神々 バルスームふたたび』（デイヴィッド・J・レイク、創元推理文庫） 1987年3月
- 『ジューマの元帥たち』（デイヴィッド・J・レイク、創元推理文庫） 1988年5月
- 『アイス・レイド』（リチャード・コックス、東京創元社、創元ノヴェルズ） 1989年10月
- 『スターリン暗殺への七日間』（ジェイムズ・バーウィック、創元推理文庫） 1990年7月
- 『ボッティチェルリの遺産』（リチャード・コックス、東京創元社、創元ノヴェルズ） 1990年1月
- 『失踪』（リチャード・コックス、東京創元社、創元ノヴェルズ） 1991年11月
- 『レッド・デス』（マックス・マーロウ、東京創元社、創元ノヴェルズ） 1994年1月
- 『冬山の追撃』（デイヴィッド・ポイヤー、東京創元社、創元ノヴェルズ） 1994年2月
- 『ハッテラス・ブルー』（デイヴィッド・ポイヤー、東京創元社、創元ノヴェルズ） 1994年3月
- 『メルトダウン 北半球水没!』（マックス・マーロウ、東京創元社、創元ノヴェルズ） 1995年10月
- 『復讐の山河』（クリストファー・フランクリン、東京創元社、創元ノヴェルズ） 1995年4月

### エドガー・ライス・バローズ
下記末尾の「有」「無」は、厚木による「訳者あとがき」の有無を示す。
- 『金星の海賊』（エドガー・ライス・バローズ、創元推理文庫） 1967年6月：有
- 『火星の秘密兵器』（エドガー・ライス・バローズ、創元推理文庫） 1967年7月：無
- 『火星の透明人間』 （エドガー・ライス・バローズ、創元推理文庫） 1967年9月：有
- 『金星の死者の国』（エドガー・ライス・バローズ、創元推理文庫） 1968年3月：無
- 『火星の合成人間』（エドガー・ライス・バローズ、創元推理文庫） 1968年5月：無
- 『火星の古代帝国』（エドガー・ライス・バローズ、創元推理文庫） 1968年9月：有
- 『火星の巨人ジョーグ』（エドガー・ライス・バローズ、創元推理文庫） 1968年10月：有
- 『金星の独裁者』（エドガー・ライス・バローズ、創元推理文庫） 1969年4月：有
- 『金星の火の女神』（エドガー・ライス・バローズ、創元推理文庫） 1969年10月：無
- 『金星の魔法使』（エドガー・ライス・バローズ、創元推理文庫） 1970年9月：無（解説はリチャード・A・ルポフ）
- 『時間に忘れられた国』（エドガー・ライス・バローズ、創元推理文庫） 1971年8月：有
- 『失われた大陸』（エドガー・ライス・バローズ、創元推理文庫） 1971年12月：有
- 『地底の世界ペルシダー』（エドガー・ライス・バローズ、創元推理文庫） 1973年5月：有
- 『翼竜の世界ペルシダー』（エドガー・ライス・バローズ、創元推理文庫） 1974年8月：有
- 『海賊の世界ペルシダー』（エドガー・ライス・バローズ、創元推理文庫） 1975年5月：有
- 『ターザンの世界ペルシダー』（エドガー・ライス・バローズ、創元推理文庫） 1976年6月：有
- 『石器の世界ペルシダー』（エドガー・ライス・バローズ、創元推理文庫） 1976年10月：有
- 『恐怖の世界ペルシダー』（エドガー・ライス・バローズ、創元推理文庫） 1977年3月：有
- 『美女の世界ペルシダー』（エドガー・ライス・バローズ、創元推理文庫） 1977年4月：有
- 『石器時代から来た男』（エドガー・ライス・バローズ、創元推理文庫） 1977年11月：有
- 『石器時代へ行った男』（エドガー・ライス・バローズ、創元推理文庫） 1977年12月：有
- 『月のプリンセス』（エドガー・ライス・バローズ、創元推理文庫） 1978年8月：有
- 『月からの侵略』（エドガー・ライス・バローズ、創元推理文庫） 1978年10月：有
- 『モンスター13号』（エドガー・ライス・バローズ、創元推理文庫） 1978年12月：有
- 『火星のチェス人間』（エドガー・ライス・バローズ、創元推理文庫） 1979年2月：無
- 『火星の大元帥カーター』 （エドガー・ライス・バローズ、創元推理文庫） 1979年3月：有
- 『火星の幻兵団』（エドガー・ライス・バローズ、創元推理文庫） 1979年3月：無（解説は野田宏一郎）
- 『密林の謎の王国』（エドガー・ライス・バローズ、創元推理文庫） 1979年4月：有
- 『火星の交換頭脳』（エドガー・ライス・バローズ、創元推理文庫） 1979年6月：無（解説は野田宏一郎）
- 『火星の女神イサス』（エドガー・ライス・バローズ、創元推理文庫） 1979年9月：有
- 『火星のプリンセス』（エドガー・ライス・バローズ、創元推理文庫） 1980年2月：有
- 『南海の秘境』（エドガー・ライス・バローズ、創元推理文庫） 1980年7月）有
- 『風雲のメキシコ』（エドガー・ライス・バローズ、創元推理文庫） 1980年9月：無
- 『砂漠のプリンス』（エドガー・ライス・バローズ、創元推理文庫） 1980年11月：有
- 『ルータ王国の危機』（エドガー・ライス・バローズ、創元推理文庫） 1981年7月：有
- 『カリグラ帝の野蛮人』（エドガー・ライス・バローズ、創元推理文庫） 1982年11月：有
- 『ウォー・チーフ』（エドガー・ライス・バローズ、創元推理文庫） 1989年1月：有
- 『アパッチ・デビル』（エドガー・ライス・バローズ、創元推理文庫） 1989年2月：有
- 『火星のプリンセス』（エドガー・ライス・バローズ、創元SF文庫、合本版・火星シリーズ第1集） 1999年6月：有
- 『ターザン』（エドガー・ライス・バローズ、創元SF文庫） 1999年8月：有
- 『火星の幻兵団』（エドガー・ライス・バローズ、創元SF文庫、合本版・火星シリーズ第2集） 1999年10月：有
- 『ターザンの帰還』（エドガー・ライス・バローズ、 創元SF文庫） 2000年6月：有
- 『火星の秘密兵器』（エドガー・ライス・バローズ、創元SF文庫、合本版・火星シリーズ第3集） 2001年6月：有
- 『火星の古代帝国』（エドガー・ライス・バローズ、創元SF文庫、合本版・火星シリーズ第4集） 2002年9月：有

### アガサ・クリスティ
- 『クリスチィ短編全集』 全2巻（アガサ・クリスティ、創元推理文庫） 1966年 - 1967年
- 『晩餐会の13人』（アガサ・クリスティ、創元推理文庫） 1975年
- 『エンド・ハウスの怪事件』（アガサ・クリスティ、創元推理文庫） 1975年
- 『謎のビッグ・フォア』（アガサ・クリスティ、創元推理文庫） 1976年
- 『ミス・マープル最初の事件』（アガサ・クリスティ、創元推理文庫） 1976年
- 『チムニーズ荘の秘密』（アガサ・クリスティ、創元推理文庫） 1976年
- 『殺人は癖になる』（アガサ・クリスティ、創元推理文庫） 1978年5月

### ジェフリー・ロード
- 『青銅の斧』 （ジェフリー・ロード、創元推理文庫、リチャード・ブレイドシリーズ1） 1983年6月
- 『サルマの奴隷』 （ジェフリー・ロード、創元推理文庫、リチャード・ブレイドシリーズ4） 1983年10月
- 『迷宮の怪物』 （ジェフリー・ロード、創元推理文庫、リチャード・ブレイドシリーズ6） 1983年12月
- 『不老不死の世界』 （ジェフリー・ロード、創元推理文庫、リチャード・ブレイドシリーズ10） 1984年8月
- 『ザンガの槍』 （ジェフリー・ロード、創元推理文庫、リチャード・ブレイドシリーズ12） 1984年12月
- 『エヨカンの蝙蝠神』 （ジェフリー・ロード、創元推理文庫、リチャード・ブレイドシリーズ14） 1985年5月

### カーター・ディクスン / ディクスン・カー
- 『白い僧院の殺人』（カーター・ディクスン、創元推理文庫） 1977年10月
- 『孔雀の羽根』（カーター・ディクスン、創元推理文庫） 1980年12月
- 『猫と鼠の殺人』（ディクスン・カー、創元推理文庫） 1981年4月
- 『仮面荘の怪事件』（カーター・ディクスン、創元推理文庫） 1981年8月
- 『テニスコートの謎』（ディクスン・カー、創元推理文庫） 1982年4月

### ラリー・ニーヴン
- 『魔法の国が消えていく』（ラリー・ニーヴン、東京創元社、イラストレイテッドSF!） 1980年9月
  - 『魔法の国が消えていく』（ラリー・ニーヴン、創元推理文庫） 1984年7月
- 『ガラスの短剣』（ラリー・ニーヴン、創元推理文庫） 1981年4月
- 『魔法の国がよみがえる』（ラリー・ニーヴン他、創元推理文庫） 1986年1月
- 『魔法の国よ永遠なれ』（ラリー・ニーヴン他、創元推理文庫） 1986年11月